# Jean-Marie Léon Dufour
Jean-Marie Léon Dufour (ur. 10 kwietnia 1780 w Saint-Sever, zm. 18 kwietnia 1865 tamże) – francuski lekarz i zoolog.
W 1859 odznaczony Krzyżem Oficerskim Legii Honorowej. Autor m.in. Recherches anatomiques sur les Carabiques et sur plusieurs autres Coléoptères (Paris, 1824-1826).